# Rio Camanducaia
Rio Camanducaia är ett vattendrag i Brasilien. Det ligger i den sydöstra delen av landet, 800 km söder om huvudstaden Brasília.
Omgivningarna runt Rio Camanducaia är en mosaik av jordbruksmark och naturlig växtlighet. Runt Rio Camanducaia är det ganska tätbefolkat, med 144 invånare per kvadratkilometer.